# Wladimir Drabovitch
Wladimir Drabovitch, né le 7 mai 1885 et mort en janvier 1943 à Vichy, est un psychologue russe, élève d'Ivan Pavlov.

## Biographie
Après avoir travaillé avec Ivan Pavlov, il effectue des recherches au laboratoire de psychologie de la Sorbonne en 1912 pour appliquer chez l'homme la méthode des réflexes conditionnés, s'adressant au réflexe plantaire. 
Au laboratoire de Louis Lapicque, il travaille sur la physiologie des réflexes conditionnés, en rapport avec la subordination chronaxique. Il s'intéresse aux applications des notions pavloviennes à la psychologie sociale. 
Il est l'auteur d'un livre de vulgarisation sur la psychologie appliquée : Comment s'adapter à la vie, ainsi que d'un livre de psychologie sociale préfacé par Pierre Janet : Fragilité de la liberté et séduction des dictatures.

## Publications

### Ouvrages
- La politique occulte de Staline, 1927.
- Fragilité de la liberté et séduction des dictatures, essai de psychologie sociale. Préface de Pierre Janet. Paris, Mercure de France, 1934, 235 p[4].
- Comment s'adapter à la vie, Éditions de L'institut Pelman, 1936.
- La science et le matérialisme dialectique, 1936.
- Les Réflexes conditionnés et la psychologie moderne, préface de Louis Lapicque. Les Actualités Scientifiques et Industrielles, Paris, Hermann, 1937.
- Les Intellectuels français et le bolchévisme. La Ligue des droits de l'homme. Le néo-marxisme universitaire. Quelques grands intellectuels : André Gide, Romain Rolland et certains autres, Paris, Les Libertés françaises, 1938, 223 pages.

### Articles
- Le sort de la personnalité, R. Ph., CXI, 5-6,1931, 404-423.
- Les Réflexes conditionnés sociaux et la genèse des mythes, L'Hygiène mentale, journal de psychiatrie appliquée. Numéro 9. 1933
- La biopsychologie de Richard Avenarius et le problème de « l'homme total », R. Ph., CXV, 5.6,1933, 402-448.
- Réflexes conditionnés et chronaxie, en collaboration avec A. et B. Chauchard, B. B., GXVI, 1934, p. 959-961 et G. R., GXGVIII, 1934, 1718-1721.
- Modifications de l'excitabilité des neurones périphériques au cours du mouvement, dans le réflexe conditionné, en collaboration avec A. et B. Chauchard, B. B., GXIX, 1935, 76-78.
- Freud et Pavlov, L'Évolution psychiatrique, Vol. VII, N° 3, 1935, pages 21 - 34.
- Réflexes conditionnés et chronaxie, en collaboration avec P. Weger, B. B., GXXIV, 9, 1937, 814-817.
- La chronaxie et les réflexes conditionnés par association, en collaboration avec Mlle Bahuault, B. B., CXXV, 1937,  264-266.
- Les réflexes conditionnés actifs et la chronaxie, en collaboration avec Mlle Bahuault, B. B., CXXVI, 1937, 676-678.
- La formation des réflexes conditionnés et la chronaxie, Enc, XXXII, 1, 1937, 93-99.
- Vérification des modifications de l'excitabilité corticale au cours du réflexe conditionné, en collaboration avec A. et B. Chauchard, B. B., GXXIV, 6, 1937, 530-532.
- Le Régime de l'U.R.S.S. à son vingtième anniversaire, d'après la presse soviétique, Revue de Paris, 15 novembre 1937.
- La psychologie sociale expérimentale, Revue de Synthèse, XVI, 1, 1938, 29-42.